# Kotnov
Kotnov (též Hradiště) je hrad přestavěný na pivovar ve městě Tábor. Nachází se na výběžku ostrožny v jihozápadní části historického jádra města. Nejlépe dochovanou částí hradu je okrouhlá bateriová věž. Areál hradu s pivovarem je chráněn jako kulturní památka a od roku 1962 spolu s Bechyňskou bránou jako národní kulturní památka.

## Historie

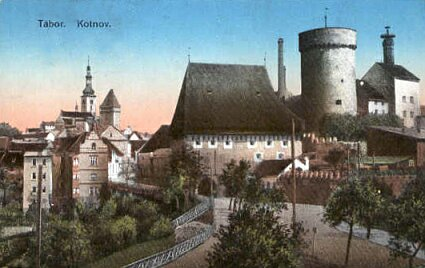
Věž hradu Kotnova s Bechyňskou branou na pohlednici z roku 1912

Kotnov založil král Přemysl Otakar II. jako městský hrad, který však stál mimo plochu vlastního města Hradiště. První písemná zmínka o něm pochází z roku 1370, kdy město již neexistovalo a místo patřilo pánům z Ústí. Po založení Tábora byl zapojen do jeho hradebního systému a ve třicátých letech 15. století bylo vylepšeno jeho opevnění. Po požáru v roce 1532 začal být využíván k hospodářským účelům pivovaru, pro jehož potřeby byla postupně zbourána řada hradních staveb.

## Stavební podoba

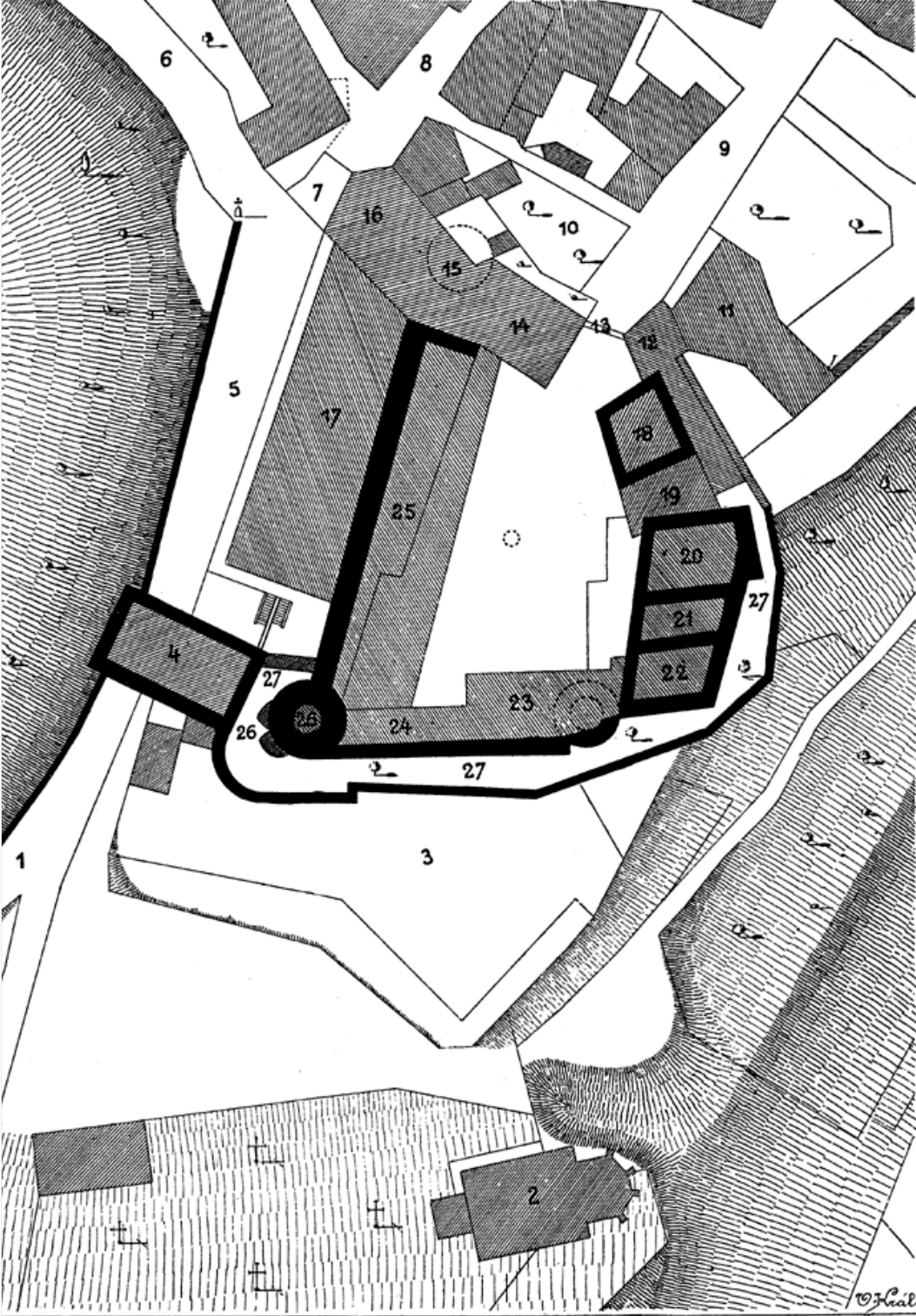
Půdorys hradu od Vojtěcha Krále z Dobré Vody publikovaný roku 1885

Půdorys hradu byl pětiboký. Chránily ho nejméně čtyři věže. Kromě stojící bateriové věže se dochovala malá část zdiva okrouhlé věže v jihovýchodním nároží. V severozápadním nároží se částečně dochovala věž hranolová. Obytné stavby byly strženy a nahrazeny pivovarskými novostavbami, ale na východní straně stála čtverhranná obytná věž a trojprostorový palác. Dlouhá, částečně dochovaná budova stála podél hradby v severozápadní části. Hradní jádro na všech stranách obíhal parkán.
Dominantou hradu je okrouhlá bateriová věž. Postavena byla nejspíše po roce 1532, přičemž v úrovni přízemí a prvního patra využila pozůstatek starší věže. Ve zdivu jsou patrné dvě stavební fáze. V první bylo postaveno nižší patro s trojicí oboustranně špaletovaných střílen a později byla vystavěna vyšší část s odvětrávanými střílnami.
Do přízemí věže se vstupuje křivolakou chodbičkou, ukončenou sedlovým goticko-renesančním portálkem. Pod novodobým dřevěným stropem jsou patrné výběhy zaniklé křížové klenby bez žeber. Do zdiva byla dodatečně proražena dělová střílna. Podobná střílna, která umožňovala palbu šikmo dolů, byla umístěna v úrovni prvního patra. Ve třetím patře se nachází trojice rozměrných lichoběžníkových dělostřeleckých komor se stopami po zařízení umožňujícím manipulaci s těžkými hlavněmi. K odvětrávání patra sloužily dva průduchy. Trojice menších střílen je  umístěna i ve čtvrtém patře. Toto patro pravděpodobně odvětrávaly otvory vyústěné mezi krakorci, které nesou ochoz. Použití palných zbraní umožňovala také poprsní zeď ochozu, která je opatřena klíčovýmí střílnami vybavenými trámky pro oporu hákovnic.

## Přístupnost
Od května do září je zde přístupna expozice Husitského muzea v Táboře a je umožněn vstup na ochoz.